# أديب الخالدي
الشيخ أديب ناصر مصطفى الخالدي فلسطيني من مدينة جنين، ولد عام 1889 وتوفي عام 1952 شغل منصب الإفتاء في مدينة جنين من عام 1915 حتى 1952 .

## نشأته وتعليمه
ولد الشيخ أديب الخالدي في قرية عرابة قضاء جنين عام 1883 وتتلمذ على يدي والده الشيخ ناصر مصطفى الخالدي (1853-1922) في الكتاب الذي تم تعيينه عام 1909 مدرساً ومرشداً في مسجد فاطمة خاتون (مسجد جنين الكبير) في جنين إثر المضبطة التي رفعها التي رفعها وجهاء ومشايخ وعلماء جنين والموقعة من من خيرة رجال الدين والفقه والتشريع في مصر وبلاد الشام والموقعة بتاريخ 13/12/1909. والموجود في سجلات المحكمة الشرعية في جنين إلى نظارة الأوقاف العثمانية في إسطنبول، يسترحمون من قائم مقام جنين، تعيين الشيخ ناصر بن الشيخ مصطفى الخالدي المخزومي العرابي العالم بالأحكام النقلية والنوعية، إماما وخطيبا للمدينة، والتي جاء فيها:
«نحن وجوه قصبة جنين، يلزم لنا مرشد رشيد في أمور ديننا، يعلمنا الأحكام الدينية وغيرها، وحيث موجود الآن عندنا فضيلة الشيخ ناصر الخالدي المخزومي العرابي من أجل العلماء المدرسين، فإننا نسترحم تعيينه مدرسا في القصبة المذكورة، وبذلك تنالوا منا الدعوات في جامعها الكبير».
ومن هنا يظهر الأثر اللذي تركه والد الشيخ أديب الخالدي في تنشأته وتربيته كون الشيخ ناصر درس في الجامع الازهر، وحاز على درجة «الاستاذية» العالية في العلوم الشرعية فهذا جعل أيضاً الشيخ أديب بعد إنهائه من نهل العلم من والده أن يتوجه إلى القاهرة، حيث درس في الجامع الأزهر، وتخرج منه حاصلاً على الإجازة في العلوم الدينية والفقهية، ثم عاد إلى فلسطين ليشغل بعدها بفتره منصب مفتي أول لمدينة جنين.

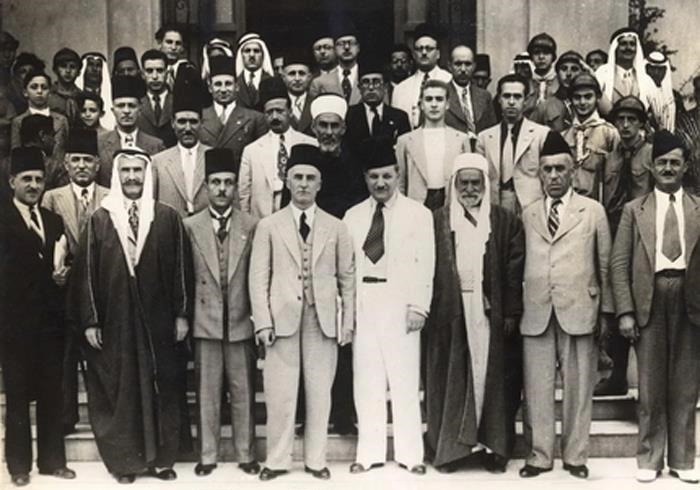
صورة تذكارية للمشاركين في المؤتمر ممن تم التعرف عليهم : الصف الأول من اليمين إلى اليسار: حمد بك صعب أحد قواد ثورة فلسطين الكبرى عام 1936-1937 –العراقي سعيد الحاج ثابت – علي بك عبيد – رياض الصلح، رئيس وزراء لبنان –السوري إحسان بك الجابري – محمد علي الطاهر – محمد محي الدين الحلبي باشا – وفي الصف الثاني الخامس، الشيخ أديب الخالدي الآخرين غير معروفي الإسـم.

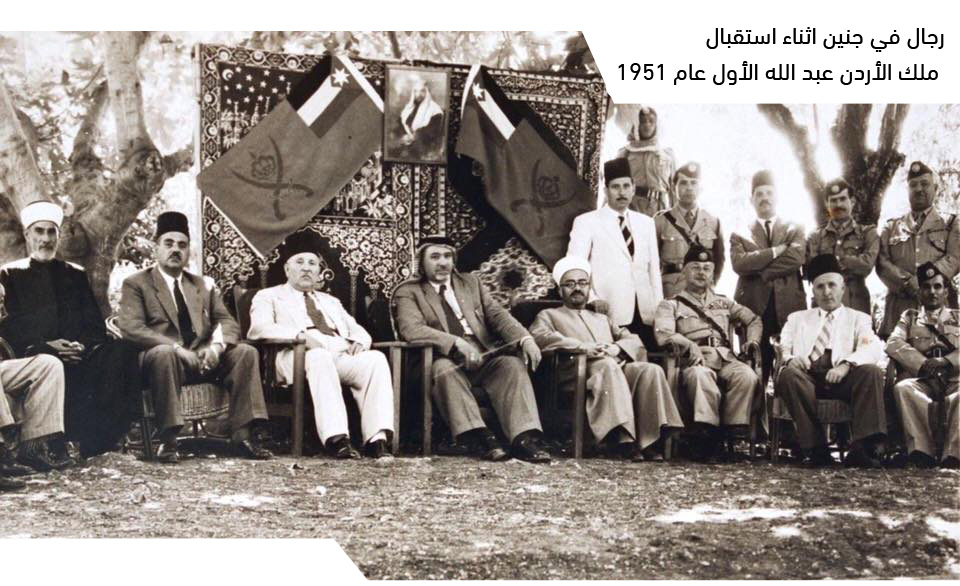
صورة تذكارية للمشاركين في استقبال ملك الأردن عام 1951 يظهر فيها حسب ما عرف منهم الأول من اليسار : الشيخ أديب الخالدي ، الثاني رئيس بلدية جنين : حلمي العبوشي، الخامس جلوب باشا والسادس حابس المجالي.

## تعينه مفتيا لجنين
تم تعيين الشيخ أديب الخالدي، مفتياً لمدينة جنين عام 1915 الموافق 28 ذي الحجة 1333 هجري، وذلك عقب الشيخ راغب محمد خليل عزوقة، حيث أجريت مسابقة للتنافس على منصب مفتي جنين، وقد تنافس على هذا المنصب السادة:
1-الشيخ محمود عبد الغني ياسين اللبدي.
2-الشيخ حسن بن محمود عبد الكريم عزوقة إمام الجامع الصغير.
3-الشيخ أديب بن ناصر بن مصطفى الناصر الخالدي (أبو ناصر)، وقد فاز بالمسابقة وعُيّن بموجب البراءة السطانية رقم (33) في عهد السطان محمد رشاد خان الخامس.
بقي الشيخ أديب الخالدي في منصبه 37 عام، مفتيا لمدينة جنين منذ عام 1915 وحتى وفاته عن عمر يناهز الثالثة والستين سنة 1952 وقد سبقه للمنصب الشيخ راغب عزوقة ولحقه في المنصب الشيخ توفيق جرار.

## حياته السياسية والمؤتمرات التي شارك فيها
لعب الشيخ أديب الخالدي دوراً سياساً ودينياً بارزا فلقد شهد ثلاث حقبات تاريخية مختلفة: العثمانية والبريطانية والأردنية، حيث مثّل مدينة جنين في العديد من المؤتمرات الوطنية واللجان التي كان لها دور في القضية الفلسطينية ومنها:
-كان من ضمن الهيئة المحلية التي قابلت أول حاكم عسكري لمدينة جنين في السراي عام 1918 حيث تكونت الهئية من رئيس بلدية جنين آنذاك عارف الحاج حسن والمفتي الشيخ أديب الخالدي وفهمي العبوشي والمترجم بولس شحادة والمختاران الحاج حسن الفزع وصالح الصباح.
-أحد ممثلي جنين في المؤتمر العربي الفلسطيني السابع عام 1928.
-أحد ممثلي جنين في المؤتمر الإسلامي للدفاع عن المسجد الأقصى والأماكن الإسلامية المقدسة عام 1928.
-مثل جنين في المؤتمر الإسلامي العام الذي عقد في القدس في أواخر كانون الأول عام 1931 عوني عبد الهادي، مطيع الدرويش أحمد، سعد الدين السعدي، نافع العبوشي، أديب الخالدي، عبد الوهاب النظر، الحاج ديب الرشيد، محمد سعيد العبوشي، توفيق المنصور، محمد الخير.
-	أرسل برقية لمهرجان في مدينة نابلس بمناسبة قدوم اللنبي / حيث أقيم في نابلس 19/4 /1933حيث تلا اكرم زعتر البرقيات المرسلة للمهرجان وكان من ضمنها برقية مرسلة من قبل الشيخ أديب الخالدي.
-أحد ممثلي جنين في مؤتمر علماء فلسطين الأول عام 1935.
-من مؤسِّـسي الحزب العربي الفلسطيني عام 1935.
-كان أحد الشخصيات اللذين ساعدوا في تهدئة الأمور في جنين عقب استشهاد الشيخ عز الدين القسام، حيث كان جثمان الشهيد عز الدين القسام في جنين قبل نقله إلى حيفا، وحضر حاكم عسكري لواء نابلس هيو فيوت عام 1935 واجتمع مع السادة: الشيخ أديب الخالدي مفتي المدينة ورئيس بلدية جنين فهمي العبوشي والأستاذ رشيد مرعي ومدَعي عام الثورة عبد القادر يوسف عبد الهادي وعبد السلام البرقاوي وبعض الوجهاء والمخاتير.
-وكان من ممثلي مدينة جنين في مؤتمر اللجان القومية الذي عقده ممثلون من جميع المدن الفلسطينية لتنسيق العمل ضدَّ الاحتلال البريطاني في بيت المقدس في 7/5/1936م، حيث مثّل مدينة جنين في هذا المؤتمر، كلّاً من: الشيخ أديب الخالدي وتوفيق المحمود وحسن السوقي وعلي صبري والحج سعيد ناظم العبوشي.
-	وكان من العلماء الذين عرفتهم سجون المحتلين الإنجليز أثناء ثورة عام 1936م حسب ما أفاد به أكرم زعيتر في يومياته.
-أحد ممثلي جنين في مؤتمر بلودان المنعقد بتاريخ 08/09/1937 في بلودان بسوريا من أجلل الذي رفض قرار تقسيم فلسطين والكثير من القرارات المتعلقة بالقضية الفلسطينية.
-كان من الرائدين في الدفاع والذوذ عن حرمة مسجد جنين الكبير عام 1938، بعيد مقتل حاكم جنين البريطاني موفيت، حيث اعترض على الجنود البريطان بالدخول إلى المسجد لتفتيشه، حيث يعتقد أنه تم تهريب أحمد أبو الرب المسؤول عن قتل موفيت إلى مسجد جنين الكبير.
-	مؤسس شعبة الإخوان المسلمين في جنين عام 1946 ورئيسها حيث تشكلت الهيئة الإدارية للاخوان المسلمين في جنين التي اعتمدت للترخيص من: الشيخ أديب الخالدي رئيساً، والشيخ عادل مطيع نائباً للرئيس، والشيخ محمد الحسين أميناً للصندوق، ومحمد أبو العدس مساعداً له، ووحيد راغب زيد أميناً للسير، والشيخ أحمد الداعور ومحمد التاجي أبو الرب عضوين. حيث كان مقر الشعبة بجانب النادي الثقافي في المدينة وأقيم حفل للافتتاح وذلك في شهر أيار 1946 حضره أكثر من ألف شخص من المدينة والقضاء.
-أحد أعضاء اللجنة التي شكلت قبيل معركة جنين عام 1948 لحفظ الأمن وتسيير دفة الأمور في المدينة حيث ضمت: الشيخ أديب الخالدي مفتي جنين، حلمي العبوشي رئيس بلدية جنين آنذاك، وحسني السوقي وفهمي العبوشي ورشيد مرعي وعبد الخالق الصغير وعبد الرحيم جرار وتوفيق المحمود وسامي الحاج يوسف الجرادات وعبد العفو الشيخ أمين وقادة الفصائل المحلية وزعماء القرى المجاورة.
-من مستبقلي جلالة الملك عبد الله الأول بن الحسين عند زيارته لمدينة جنين عام 1951 .

## حياته الأدبية
ألّف عددا من الكتب الدينية، لكنها ضاعت مع الأيام، ولم يتبق منها إلا كتاب واحد بعنوان «مذكرات في علم الإرث»، وكان الشيخ أديب شخصية معروفة على مستوى الوطن ذو علم وذو فكاهة منقطعة النظير ومما يروى عنه قوله:
ومما قاله بعد انتصار الجيش العراقي في معركة جنين عام 1948 لولا نوح كنا بدنا نروح، ونوح هو قائد الجيش العراقي في هذه المعركة. ولولا الجيش لكنا تحت الخيش.
و من نوادره أن الحاكم البريطاني الكابتن هيو فوت قد استدعى الشيخ أديب الخالدي لمقر الحكم العسكري قي نابلس بعد أن وشى به الواشون واتُهم بالتحريض ضد الإنجليز، فعندما صعد على المنبر في خطبة الجمعة ليرد على ما تناقله الناس من تكهنات وتقولات: أنا أعلم أن هذا الزمن هو زمن السكوت ٬ وكسر النبوت٬ والتزام البيوت وإطاعة أوامر المستر فوت.
ومن نوادره أيضاً أنه سأل بعد النكبة وضياع ثلاثة أرباع فلسطين: ما رأيك بحل القضية الفلسطينية يا سيدنا الشيخ.؟ أجاب بسخريته اللاذعة المعهودة: حل القضية بتسليم البقية
ومما ذكره المؤرخ نقولا زيادة:
| أديب الخالدي                | " وزار يوما مفتي جنين الشيخ أديب الخالدي المدرسة وطلب من مديرها أن يجمع تلامذة أكبر ثلاثة صفوف لأنه يريد أن يملي عليهم بيتين من الشعر، ليرى إلى أي حد يستوعبون. جمعنا. البيت الأول لا أذكره، لكن المسألة في البيت الثاني: فمن لا كرى ولا درى ولا درس/ شتان ما بين حمار وفرس. والفكرة فيها هي قرا ودرى. كتبناها، وجمعت الأوراق، وتبين أني الوحيد الذي ضبطها. وكان في المدرسة تلامذة أكبر مني وأنا اصغرهم. فصار الشيخ أديب الخالدي يقول ويتحدث عن هذا الولد الكبير، | أديب الخالدي |
| — نقولا زيادة، جريدة الحياة | |              |

ومما أورده الشاعر الراحل برهان الدين العبوشي عن الشيخ أديب الخالدي أنه «الشاعر الأديب الذكي الشيخ محمد أديب الخالدي رحمه الله»

## زوجاته
تزوج خلال حياته زوجتين
لطفية توفيق العبوشي وأنجب منها مخزوم ومغيرة.
فهمية شريف العبوشي وأنجب منها الشيخ سفيان وعدنان ونعمان ونعيمة.

## وفاته
توفي الشيخ أديب خالدي يوم الإثنين 17/11/1952 عن عمر يناهز الثالثة والستين، حيث دفن في المقبرة الغربية في مدينة جنين، ويذكر عند موته أن المساجد أذنت في غير موعد الصلاة لموت عالم من علمائها.